# Fergusonina atricornis
Fergusonina atricornis är en tvåvingeart som beskrevs av Malloch 1925. Fergusonina atricornis ingår i släktet Fergusonina och familjen Fergusoninidae. Inga underarter finns listade i Catalogue of Life.